# Johan Falk: Kodnamn: Lisa
Johan Falk: Kodnamn: Lisa es una película de acción estrenada el 15 de marzo de 2013 dirigida por Charlotte Brändström. La película es la decimoquinta entrega de la franquicia y forma parte de las películas de Johan Falk.

## Sinopsis
El informante Frank Wagner está durmiendo junto a su familia cuando escuchan a alguien intentando entrar en su casa, pronto cinco hombres enmascarados entran, pero Frank reacciona rápido logra escapar junto con su familia. Poco después de lo sucedido, Frank contacta al oficial del grupo de investigaciones especiales Johan Falk para que lo ayude a descubrir quién quiere matarlo. 
Sin embargo Frank y Johan no saben si la razón por la cual quieren matar a Wagner es porque descubrieron que era informante de la policía por lo que no saben en quién pueden confiar.

## Personajes

### Personajes principales
| Actor               | Personaje        | Ocupación                                  |
| ------------------- | ---------------- | ------------------------------------------ |
| Jakob Eklund        | Johan Falk       | Oficial de la Unidad GSI                   |
| Jens Hultén         | Seth Rydell      | Gánster / Informante "Hjördis"             |
| Joel Kinnaman       | Frank Wagner     | Infiltrado en la Mafia / Informante "Lisa" |
| Meliz Karlge        | Sophie Nordh     | Oficial de la Unidad GSI                   |
| Mårten Svedberg     | Vidar Pettersson | Oficial de la Unidad GSI                   |
| Mikael Tornving     | Patrik Agrell    | Jefe de la Unidad GSI                      |
| Alexander Karim     | Niklas Saxlid    | Oficial de la Unidad GSI                   |
| Sergej Merkusjev    | Andrei Dudajev   | Criminal / ex-Oficial de Inteligencia Rusa |
| Zeljko Santrac      | Matte            | Oficial de la Unidad GSI                   |
| André Sjöberg       | Dick Jörgensen   | Oficial de Delitos Graves                  |
| Fredrik Dolk        | Peter Kroon      | Detective Inspector                        |
| Henrik Norlén       | Lasse Karlsson   | Oficial de Policía (Narcóticos)            |
| Ruth Vega Fernandez | Marie Lindell    | Novia de Frank                             |
| Jessica Zandén      | Eva Ståhlgren    | Oficial de Policía                         |

### Personajes secundarios
| Actor                   | Personaje                         | Ocupación                                 |
| ----------------------- | --------------------------------- | ----------------------------------------- |
| Marie Richardson        | Helén Andersson-Falk              | Esposa de Johan                           |
| Christian Brandin       | Conny Lloyd                       | Gánster / Miembro de la Banda de Seth     |
| Anders Gustavsson       | Victor Eriksen                    | Gánster / Miembro de la Banda de Seth     |
| Thomas Nilsson          | Lill-Gnistan                      | -                                         |
| Helena Eliasson         | Annika                            | -                                         |
| Shebly Niavarani        | Avram Khan                        | Criminal                                  |
| Jonas Sjöqvist          | Roger Nordh                       | exesposo de Sophie                        |
| Johan Karlberg          | Ove Wagner                        | Tío de Frank                              |
| Rasmus Lindgren         | Christian Wagner                  | Hermano de Frank                          |
| Vide Hedendahl          | Kalle Wagner                      | Hijo de Frank y Marie                     |
| Alexandra Zetterberg    | Lena Törnell                      | Jefa de la Policía del Condado Provincial |
| Nicole Marouki          | Sarah Nordh                       | Hija de Sophie                            |
| Loana Masic             | Emelie Nordh                      | Hija de Sophie                            |
| Isidor Alcaide Backlund | Ola Falk                          | Hijo de Johan y Helén                     |
| Hanna Alsterlund        | Nina Andersson Falk               | Hijastra de Johan                         |
| Jonas Bane              | Bill                              | Novio de Nina                             |
| Lars Väringer           | Aril Holmlind                     | -                                         |
| Ashkan Ghods            | Denniz                            | -                                         |
| Frederik Nilsson        | Erik Berg                         | Periodista                                |
| Malin Morgan            | Hanna Pantzar                     | -                                         |
| Mohammed Assir          | Ibrahim Atta                      | -                                         |
| Magnus Roosmann         | Olof Fredrixon                    | Abogado de la Mafia                       |
| Jimi Jonsson            | Johannes Fredrixon                | -                                         |
| Carlos Paulsson         | Johnny Ahmad                      | -                                         |
| Anders Granell          | Kjell                             | Portavoz                                  |
| Jerker Fahlström        | Borglund                          | -                                         |
| Sandro Skagerberg       | Revan                             | -                                         |
| Benjamin Ikhine Aagaga  | Toni                              | -                                         |
| Youssef Salama Zeki     | Walid                             | -                                         |
| Tomas Glaving           | Alex Dudadjev (imagen de archivo) | -                                         |
| Douglas Johansson       | Anders Brandelius                 | -                                         |
| Freddy Ehrenholm        | -                                 | Explorador                                |
| Jenny Rosengren         | -                                 | Guardia de Detención                      |
| Elisabeth Falk          | -                                 | Médico                                    |
| Magnus Lund             | -                                 | Paquistaní                                |
| Danial Lashede          | -                                 | Paquistaní                                |
| Michael Sarian          | -                                 | Paquistaní                                |
| Fredrik Blixt           | -                                 | Paquistaní                                |
| Milan Cvetanovic        | -                                 | -                                         |
| Margareta Olsson        | -                                 | -                                         |
| Anders Lönnbro          | -                                 | Archivista                                |
| Fredrik Petersson       | -                                 | -                                         |

## Producción
La película fue dirigida por Charlotte Brändström, escrita por Viking Johansson con el apoyo de los escritores Anders Nilsson y Joakim Hansson.
Producida por Joakim Hansson, con la participación de los ejecutivos Jessica Ask, Klaus Bassiner, Calle Jansson, Nina Lenze y Åsa Sjöberg. 
La edición estuvo a cargo de Martin Hunter.
La música estuvo bajo el cargo de Bengt Nilsson, mientras que la cinematografía en manos de Pascal Gennesseaux.
Filmada en Gotemburgo, Västra Götaland, en Suecia y en Villefranche-sur-Mer, Alpes-Maritimes, en Francia.
La película fue estrenada el 15 de marzo de 2013 en con una duración de 1 hora con 46 minutos en Suecia.	
La película contó con el apoyo de las compañías productoras "Strix Drama", "TV4 Sweden" (coproducción), "Zweites Deutsches Fernsehen (ZDF)" (coproducción), "Bremedia Produktion" (coproducción) y "Film Väst" (coproducción). En el 2013 la película fue distribuida por "Nordisk Film" en Suecia, por "Red Arrow International" en todo el mundo y por todos los medios de comunicación y finalmente por "TV4 Sweden" en la televisión Sueca.

### Emisión en otros países
| País      | Título                                         | Fecha de Estreno      |
| --------- | ---------------------------------------------- | --------------------- |
| Alemania  | GSI - Spezialeinheit Göteborg - Unter Beschuss | 19 de octubre de 2012 |
| Finlandia | Johan Falk - Koodinimi Lisa                    | -                     |
| Hungría   | Johan Falk: Össztűz                            | -                     |
| Rusia     | Юхан Фальк 12                                  | -                     |